# Fissuricella filamenta
Fissuricella filamenta är en svampart som först beskrevs av P. Arnold & Ahearn, och fick sitt nu gällande namn av Pore, D'Amatao & Ajello 1977. Fissuricella filamenta ingår i släktet Fissuricella, divisionen sporsäcksvampar och riket svampar.   Inga underarter finns listade i Catalogue of Life.